# Jowita
Jowita és una pel·lícula polonesa del 1967 dirigida per Janusz Morgenstern amb un guió basat en la novel·la de Stanisław Dygat Disneyland.

## Argument
Cracòvia, anys 1960. Marek Arens (Daniel Olbrychski), esportista i arquitecte, a una festa de disfresses coneix una noia amb el rostre cobert de vel - Jowita - i queda fascinat. Aquesta trobada fa que la seva vida comenci a decaure. Fa coneixença i més tard es relaciona amb Agnieszka (Barbara Kwiatkowska), neboda del president del club, en la qual ell practica, que juga amb ell un joc sofisticat; sovint esmenta aquesta Jowita, que, segons ell sosté, és la seva amiga.
L'esport perd importància per ell, cosa que irrita el seu entrenador (Zbigniew Cybulski), i fascina l'esposa de l'entrenador (Kalina Jędrusik), que sucumbeix a la fascinació no corresposta per Aren. Trobar Jowita es converteix en una obsessió per a ell. Un dia, veient cintes del seu entrenament de boxa, descobreix la prostituta Lola Fiat 1100 (Iga Cembrzyńska), segons el seu pare responsable del suïcidi del seu entrenador de boxa, que va substituir el seu pare i arriba a la conclusió que Lola i Jowita són la mateixa persona. L'ataca ballant a l'hotel Cracòvia.
A la escena final, va netejar la muntanya de Wawel com a pres, i gràcies a una trobada amb un dels personatges va saber qui era Jowita.

## Repartiment
- Daniel Olbrychski – Marek Arens
- Barbara Kwiatkowska – Agnieszka "Jowita"
- Kalina Jędrusik – Helena Księżakowa
- Ignacy Gogolewski – Michał Podgórsk
- Anna Pleskaczewska – lekkoatletka Dorota
- Iga Cembrzyńska – Lola Fiat 1100
- Ewa Ciepiela – Alina
- Leopold René Nowak – fotograf
- Leokadia Pilarska – un veí de l'entrenador Szymaniak
- Marian Cebulski – home que parla al restaurant amb Lolą Fiat 1100
- Ryszard Filipski – sergent Kosmala
- Aleksander Fogiel – president del club
- Zbigniew Cybulski – Edward Księżak
- Julian Jabczyński – home que parla al restaurant amb Lolą Fiat 1100
- Joanna Kostusiewicz – Elżbieta, promesa d'Artur
- Andrzej Kotkowski
- Wanda Wiłkomirska – ella mateixa
- Maja Wodecka – Noia del ball de disfresses
- Sławomir Idziak – Mirek

## Premis
Va guanyar el Premi Sant Sebastià a la millor direcció al Festival Internacional de Cinema de Sant Sebastià 1967.